# Nottingham Forest Football Club 2018-2019
Questa voce raccoglie le informazioni riguardanti il Nottingham Forest Football Club nelle competizioni ufficiali della stagione 2018-2019.

## Stagione
La stagione 2018-2019 è la 153ª stagione del club e la undicesima stagione consecutiva in Championship dai tempi della loro promozione nella stagione 2007-2008. Oltre a giocare la Championship, il Forest partecipa anche alle due coppe inglesi, la FA Cup, dove viene eliminato al Terzo turno eliminatorio per mano del Chelsea, e la EFL Cup, uscendo sconfitto agli Ottavi di Finale, giocati contro il Burton Albion.
La stagione vede il Forest sempre stabile nella parte alta della classifica, non dando però una continuità positiva alle prestazioni; questo andamento porta l'allenatore, lo spagnolo Aitor Karanka, a dimettersi e rinunciare alla panchina, venendo sostituito ad iterim dal suo vice, Simon Ireland, che guida la squadra contro la sconfitta rimediata in casa del Reading.
Il 15 gennaio 2019, la dirigenza annuncia come nuovo allenatore, il nord-irlandese Martin O'Neill.
Il 28 gennaio 2019, dopo esserne stato giocatore, Roy Keane firma un contratto da assistente tecnico entrando a far parte dello staff tecnico guidato da Martin O'Neill, con cui aveva già condiviso l'esperienza alla guida dell'Irlanda.
Il 5 maggio 2019, disputando l'ultima giornata del campionato, si conclude la stagione che vede la squadra piazzata al nono posto in classifica finale; questo verdetto sancisce l'esclusione dalla fase finale dei Play-off.

## Maglie e sponsor
Lo sponsor tecnico per la stagione 2018-2019 è l'azienda italiana Macron, la quale fornisce anche una terza maglia "special edition"; il nuovo sponsor ufficiale è la società di scommesse online BetBright
|  | Casa | Trasferta | Third |

## Calciomercato

### Sessione estiva(dal 1/7 al 9/8)
| Acquisti | Acquisti               | Acquisti          | Acquisti      |
| R.       | Nome                   | da                | Modalità      |
| -------- | ---------------------- | ----------------- | ------------- |
| P        | Costel Pantilimon      | Watford           | riscatto      |
| P        | Luke Steele            | Bristol City      | svincolato    |
| D        | Tobias Figueiredo      | Sporting Lisbona  | riscatto      |
| D        | Michael Richard Dawson | Hull City         | svincolato    |
| D        | Jack Robinson          | QPR               | svincolato'   |
| D        | Sam Byram              | West Ham Utd      | prestito      |
| D        | Michael Hefele         | Huddersfield Town | definitivo    |
| D        | Thomas Lam             | Twente            | fine prestito |
| C        | João Carvalho          | Benfica           | definitivo    |
| C        | Diogo Gonçalves        | Benfica           | prestito      |
| C        | Jack Colback           | Newcastle Utd     | prestito      |
| C        | Gil Dias               | Monaco            | prestito      |
| A        | Lewis Grabban          | Bournemouth       | definitivo    |
| A        | Hillal Soudani         | Dinamo Zagabria   | definitivo    |
| A        | Lewis Walters          | Barrow            | fine prestito |

| Cessioni | Cessioni            | Cessioni         | Cessioni   |
| R.       | Nome                | a                | Modalità   |
| -------- | ------------------- | ---------------- | ---------- |
| P        | Stefanos Kapino     | Werder Brema     | definitivo |
| D        | Armand Traoré       | Çaykur Rizespor  | definitivo |
| D        | Eric Lichaj         | Hull City        | definitivo |
| D        | Michael Mancienne   | N.E. Revolution  | definitivo |
| C        | Chris Cohen         |                  | ritirato   |
| C        | Jorge Grant         | Luton Town       | prestito   |
| C        | Ashkan Dejagah      | Tractor Sazi     | definitivo |
| C        | Jason Cummings      | Peterborough Utd | prestito   |
| C        | Jack Hobbs          | Bolton           | definitivo |
| C        | Barrie McKay        | Swansea City     | definitivo |
| C        | David Vaughan       | Notts County     | definitivo |
| C        | Andreas Bouchalakis | Olympiacos       | definitivo |
| A        | Lewis Walters       |                  | svincolato |
| A        | Tyler Walker        | Mansfield Town   | prestito   |

### Sessione esterna(dal 10/8 al 31/12)
| Acquisti               | Acquisti              | Acquisti          | Acquisti      |
| R.                     | Nome                  | da                | Modalità      |
| ---------------------- | --------------------- | ----------------- | ------------- |
| D                      | Josef Hefele          | Bradford City     | prestito      |
| D                      | Saidy Janko           | Porto             | prestito      |
| C                      | Panagiōtīs Tachtsidīs | Olympiacos        | svincolato    |
| C                      | Claudio Yacob         | West Bromwich     | svincolato    |
| A                      | Karim Ansarifard      | Olympiacos        | svincolato    |
| Rientro prestiti brevi |                       |                   |               |
| R.                     | Nome                  | da                | Modalità      |
| P                      | Rudolfs Soloha        | Coalville Town    | fine prestito |
| P                      | Jordan Smith          | Barnsley          | fine prestito |
| P                      | Stephen Henderson     | Wycombe           | fine prestito |
| D                      | Joe Coveney           | Billericay Town   | fine prestito |
| D                      | Ethan Stewart         | Billericay Town   | fine prestito |
| A                      | Virgil Gomis          | Braintree Town    | fine prestito |
| A                      | Victor Sodeinde       | Mickleover Sports | fine prestito |

| Cessioni                | Cessioni          | Cessioni          | Cessioni   |
| R.                      | Nome              | a                 | Modalità   |
| ----------------------- | ----------------- | ----------------- | ---------- |
| P                       | Dimităr Evtimov   | Burton Albion     | svincolato |
| D                       | Thomas Lam        | PEC Zwolle        | definitivo |
| D                       | Joe Worrall       | Rangers           | prestito   |
| C                       | Apostolos Vellios | Waasland-Beveren  | prestito   |
| A                       | Ben Brereton      | Blackburn         | prestito   |
| A                       | Zach Clough       | Rochdale          | prestito   |
| A                       | Jamie Ward        | Charlton          | prestito   |
| Cessione prestiti brevi |                   |                   |            |
| R.                      | Nome              | a                 | Modalità   |
| P                       | Rudolfs Soloha    | Coalville Town    | prestito   |
| D                       | Joe Coveney       | Billericay Town   | prestito   |
| D                       | Ethan Stewart     | Billericay Town   | prestito   |
| C                       | Toby Edser        | Woking            | prestito   |
| A                       | Virgil Gomis      | Braintree Town    | prestito   |
| A                       | Victor Sodeinde   | Mickleover Sports | prestito   |
| P                       | Jordan Smith      | Barnsley          | prestito   |
| P                       | Stephen Henderson | Wycombe           | prestito   |

### Sessione invernale(dal 1/1 al 31/1)
| Acquisti | Acquisti            | Acquisti         | Acquisti      |
| R.       | Nome                | da               | Modalità      |
| -------- | ------------------- | ---------------- | ------------- |
| D        | Yohan Benalouane    | Leicester City   | definitivo    |
| D        | Alexander Milošević | AIK              | svincolato    |
| D        | Adam Crookes        | Lincoln City     | fine prestito |
| D        | Josef Hefele        | Bradford City    | svincolato    |
| D        | Molla Wague         | Udinese          | prestito      |
| C        | Jorge Grant         | Luton Town       | fine prestito |
| C        | Toby Edser          | Woking           | fine prestito |
| C        | Pelé                | Monaco           | prestito      |
| C        | Jason Cummings      | Peterborough Utd | fine prestito |
| A        | Jamie Ward          | Charlton         | fine prestito |
| A        | Zach Clough         | Rochdale         | fine prestito |
| A        | Léo Bonatini        | Wolverhampton    | prestito      |

| Cessioni | Cessioni              | Cessioni        | Cessioni             |
| R.       | Nome                  | a               | Modalità             |
| -------- | --------------------- | --------------- | -------------------- |
| P        | Jordan Smith          | Mansfield Town  | prestito             |
| P        | Tim Erlandsson        | Frej            | prestito             |
| D        | Anel Ahmedhodžić      | Malmö FF        | definitivo           |
| D        | Adam Crookes          | Port Vale       | prestito             |
| D        | Josef Hefele          | Bradford City   | fine prestito        |
| D        | Alex Iacovitti        | Oldham Athletic | prestito             |
| D        | Daniel Fox            | Wigan           | definitivo           |
| C        | Jorge Grant           | Mansfield Town  | prestito             |
| C        | Panagiōtīs Tachtsidīs | Lecce           | prestito             |
| C        | Gil Dias              | Monaco          | risoluzione prestito |
| C        | Jason Cummings        | Luton Town      | prestito             |
| C        | Toby Edser            | Port Vale       | prestito             |
| A        | Gboly Ariyibi         | Motherwell      | prestito             |
| A        | Ben Brereton          | Blackburn       | riscattato           |
| A        | Zach Clough           | Rochdale        | prestito             |
| A        | Virgil Gomis          | Notts County    | prestito             |

### Sessione esterna(dal 1/2 al 30/6)
| Acquisti | Acquisti | Acquisti | Acquisti |
| R.       | Nome     | da       | Modalità |
| -------- | -------- | -------- | -------- |

| Cessioni | Cessioni | Cessioni | Cessioni |
| R.       | Nome     | a        | Modalità |
| -------- | -------- | -------- | -------- |

## Rosa 2018-2019
Rosa e numerazione sono aggiornati al 1º febbraio 2019.
| N. |                        | Ruolo | Calciatore             |
| -- | ---------------------- | ----- | ---------------------- |
| 1  | Romania (bandiera)     | P     | Costel Pantilimon      |
| 2  | Algeria (bandiera)     | A     | Hillal Soudani         |
| 3  | Portogallo (bandiera)  | D     | Tobias Figueiredo      |
| 4  | Scozia (bandiera)      | D     | Daniel Fox             |
| 5  | Algeria (bandiera)     | C     | Adlène Guedioura       |
| 6  | Inghilterra (bandiera) | C     | Jack Colback           |
| 7  | Giamaica (bandiera)    | A     | Lewis Grabban          |
| 8  | Inghilterra (bandiera) | C     | Ben Watson             |
| 9  | Irlanda (bandiera)     | A     | Daryl Murphy           |
| 10 | Portogallo (bandiera)  | C     | João Carvalho          |
| 11 | Inghilterra (bandiera) | C     | Ben Osborn             |
| 12 | Inghilterra (bandiera) | P     | Jordan Smith           |
| 13 | Mali (bandiera)        | D     | Molla Wague            |
| 14 | Inghilterra (bandiera) | C     | Matty Cash             |
| 15 | Inghilterra (bandiera) | P     | Luke Steele            |
| 17 | Svezia (bandiera)      | D     | Alexander Milošević    |
| 18 | Inghilterra (bandiera) | D     | Jack Robinson          |
| 19 | Portogallo (bandiera)  | C     | Diogo Gonçalves        |
| 20 | Inghilterra (bandiera) | D     | Michael Richard Dawson |
| 21 | Svizzera (bandiera)    | D     | Saidy Janko            |

| N. |                             | Ruolo | Calciatore            |
| -- | --------------------------- | ----- | --------------------- |
| 22 | Inghilterra (bandiera)      | C     | Ryan Yates            |
| 23 | Inghilterra (bandiera)      | A     | Joe Lolley            |
| 24 | Argentina (bandiera)        | C     | Claudio Yacob         |
| 25 | Inghilterra (bandiera)      | D     | Sam Byram             |
| 26 | Scozia (bandiera)           | C     | Liam Bridcutt         |
| 27 | Zimbabwe (bandiera)         | D     | Tendayi Darikwa       |
| 28 | Guinea-Bissau (bandiera)    | C     | Pelé                  |
| 29 | Tunisia (bandiera)          | D     | Yohan Benalouane      |
| 31 | Portogallo (bandiera)       | C     | Gil Dias              |
| 33 | Brasile (bandiera)          | A     | Léo Bonatini          |
| 34 | Grecia (bandiera)           | C     | Panagiōtīs Tachtsidīs |
| 35 | Irlanda del Nord (bandiera) | A     | Jamie Ward            |
| 37 | Iran (bandiera)             | A     | Karim Ansarifard      |
| 38 | Stati Uniti (bandiera)      | C     | Gboly Ariyibi         |
| 40 | Inghilterra (bandiera)      | A     | Zach Clough           |
| 41 | Irlanda (bandiera)          | P     | Stephen Henderson     |
| 43 | Inghilterra (bandiera)      | C     | Arvin Appiah          |
| 44 | Germania (bandiera)         | D     | Michael Hefele        |
|    | Spagna (bandiera)           | D     | Juan Fuentes          |

## Risultati

### Championship

#### Girone di andata
| Arbitro: | Bond |

|            |           |            |
| Weimann 5’ | Marcatori | 46’ Murphy |

| Arbitro: | Robinson |

|               |           |              |
| Guédioura 59’ | Marcatori | 87’ Phillips |

| Arbitro: | Martin |

|             |           |  |
| Soudani 68’ | Marcatori |  |

| Arbitro: | Eltringham |

|                            |           |                      |
| Powell 2’ Grigg 30’ (rig.) | Marcatori | 10’ Cash 90’ Soudani |

| Arbitro: | Robinson |

|                       |           |                          |
| Lolley 75’ Murphy 87’ | Marcatori | 21’ Jutkiewicz 72’ Adams |

| Arbitro: | Bankes |

|                         |           |          |
| MacLeod 45’ Watkins 84’ | Marcatori | 62’ Cash |

| Swansea 15 settembre 2018, ore 15:00 WEST 7ª giornata | Swansea City | 0 – 0 referto | Nottingham Forest | Liberty Stadium (19 522 spett.)\| Arbitro: \| Duncan \| |
| Arbitro:                                              | Duncan       |               |                   |                                                         |

| Arbitro: | Harrington |

|                          |           |              |
| Grabban 41’ Carvalho 63’ | Marcatori | 88’ Fletcher |

| Arbitro: | Jones |

|                    |           |  |
| Grabban 88’ (rig.) | Marcatori |  |

| Arbitro: | Madley |

|                        |           |                         |
| Armstrong 65’ Dack 74’ | Marcatori | 52’, 80’ (rig.) Grabban |

| Arbitro: | Moss |

|                         |           |                          |
| Lolley 27’ Carvalho 70’ | Marcatori | 74’ Williams 90’ Gregory |

| Arbitro: | Brooks |

|  |           |                        |
|  | Marcatori | 49’ Lolley 77’ Grabban |

| Arbitro: | Stroud |

|            |           |                |
| Grabban 5’ | Marcatori | 60’, 84’ Klose |

| Arbitro: | Davies |

|  |           |                                    |
|  | Marcatori | 12’ Lolley 64’, 83’ (rig.) Grabban |

| Arbitro: | Eltringham |

|           |           |              |
| Roofe 82’ | Marcatori | 11’ Robinson |

| Arbitro: | Duncan |

|             |           |  |
| Grabban 69’ | Marcatori |  |

| Nottingham 10 novembre 2018, ore 15:00 WET 17ª giornata | Nottingham Forest | 0 – 0 referto | Stoke City | City Ground (28 556 spett.)\| Arbitro: \| Langford \| |
| Arbitro:                                                | Langford          |               |            |                                                       |

| Arbitro: | Scott |

|  |           |                        |
|  | Marcatori | 61’ Grabban 64’ Lolley |

| Arbitro: | Hooper |

|                                             |           |                                                 |
| Abraham 11’, 14’, 36’ (rig.), 71’ Ghazi 75’ | Marcatori | 3’, 82’ Grabban 6’ Carvalho 22’ Cash 51’ Lolley |

| Arbitro: | Linington |

|                 |           |  |
| Grabban 9’, 38’ | Marcatori |  |

| Arbitro: | Martin |

|  |           |           |
|  | Marcatori | 56’ Moult |

| Derby 17 dicembre 2018, ore 19:45 WET 22ª giornata | Derby County | 0 – 0 referto | Nottingham Forest | Pride Park Stadium (31 160 spett.)\| Arbitro: \| Stroud \| |
| Arbitro:                                           | Stroud       |               |                   |                                                            |

| Arbitro: | Ward |

|  |           |              |
|  | Marcatori | 45’ Leistner |

#### Girone di ritorno
| Arbitro: | Brooks |

|                                |           |                            |
| Vrančić 77’ Hernández 90’, 90’ | Marcatori | 45’, 74’ Cash 65’ Robinson |

| Arbitro: | Harrington |

|                |           |  |
| Tunnicliffe 9’ | Marcatori |  |

| Arbitro: | England |

|                                       |           |                        |
| Colback 5’, 69’ Murphy 72’ Osborn 76’ | Marcatori | 52’ Clarke 64’ Alioski |

| Arbitro: | Langford |

|                               |           |  |
| Swift 23’ Robinson 87’ (aut.) | Marcatori |  |

| Arbitro: | Simpson |

|  |           |              |
|  | Marcatori | 70’ Diedhiou |

| Arbitro: | Davies |

|                                   |           |             |
| Lolley 19’ Cash 48’ Guédioura 80’ | Marcatori | 33’ Windass |

| Arbitro: | Webb |

|                           |           |  |
| Jota 13’ Adams 90’ (rig.) | Marcatori |  |

| Arbitro: | Jones |

|                       |           |           |
| Grabban 16’ Wagué 79’ | Marcatori | 89’ Canós |

| Arbitro: | Mason |

|                                 |           |                              |
| Murphy 54’ Rodriguez 89’ (rig.) | Marcatori | 6’ (aut.) Johansen 65’ Yates |

| Preston 16 febbraio 2019, ore 15:00 WET 33ª giornata | Preston N.E. | 0 – 0 referto | Nottingham Forest | Deepdale (13 904 spett.)\| Arbitro: \| Robinson \| |
| Arbitro:                                             | Robinson     |               |                   |                                                    |

| Arbitro: | Jones |

|               |           |  |
| Benalouane 2’ | Marcatori |  |

| Arbitro: | East |

|                     |           |  |
| Etebo 15’ Afobe 74’ | Marcatori |  |

| Arbitro: | Linington |

|                                               |           |  |
| Carvalho 72’ Ansarifard 76’ Lolley 82’ (rig.) | Marcatori |  |

| Arbitro: | Dean |

|            |           |                          |
| Colback 3’ | Marcatori | 7’, 15’ McGinn 61’ Hause |

| Arbitro: | Stroud |

|           |           |                  |
| Quaner 5’ | Marcatori | 31’ (aut.) Nolan |

| Arbitro: | Simpson |

|                      |           |             |
| Murphy 80’ Wagué 87’ | Marcatori | 76’ Roberts |

| Arbitro: | Martin |

|                       |           |             |
| Smith 10’ Ihiekwe 60’ | Marcatori | 28’ Grabban |

| Arbitro: | Mason |

|                          |           |  |
| Matias 47’, 67’ Boyd 58’ | Marcatori |  |

| Arbitro: | Bond |

|                    |           |                         |
| Bennett 52’ (aut.) | Marcatori | 29’ Rothwell 49’ Graham |

| Arbitro: | Madley |

|                       |           |  |
| Duffy 51’ Stevens 85’ | Marcatori |  |

| Arbitro: | Bankes |

|                                      |           |  |
| Lolley 39’ (rig.), 85’ Milošević 64’ | Marcatori |  |

| Arbitro: | Duncan |

|  |           |                |
|  | Marcatori | 55’ Ansarifard |

| Arbitro: | Langford |

|            |           |  |
| Lolley 28’ | Marcatori |  |

### FA Cup
| Arbitro: | Madley |

|                 |           |  |
| Morata 49’, 59’ | Marcatori |  |

### Coppa di Lega
| Arbitro: | Duncan |

|                                                                             |                       |                                                                                    |
| Cash 90’                                                                    | Marcatori             | 2’ O'Connell                                                                       |
| Lolley Osborn Dawson Murphy Watson Cash Hefele Robinson Byram Steele Lolley | Tiri di rigore 10 – 9 | O'Connell O’Shea Bunn Omotayo Stokes Miller Moore Thompson Dawson Murphy O'Connell |

| Arbitro: | Simpson |

|                             |           |            |
| Murphy 2’ Cash 90’ Dias 90’ | Marcatori | 90’ Rondón |

| Arbitro: | England |

|                                  |           |                        |
| Osborn 19’ Murphy 40’ Lolley 50’ | Marcatori | 60’ Afobe 83’ Berahino |

| Arbitro: | Brooks |

|                                         |           |                        |
| Janko 52’ (aut.) Fraser 64’ Hesketh 82’ | Marcatori | 70’ Grabban 90’ Appiah |

## Statistiche

### Statistiche di squadra
| Competizione  | Punti | In casa | In casa | In casa | In casa | In casa | In casa | In trasferta | In trasferta | In trasferta | In trasferta | In trasferta | In trasferta | Totale | Totale | Totale | Totale | Totale | Totale | DR |
| Competizione  | Punti | G       | V       | N       | P       | Gf      | Gs      | G            | V            | N            | P            | Gf           | Gs           | G      | V      | N      | P      | Gf     | Gs     | DR |
| ------------- | ----- | ------- | ------- | ------- | ------- | ------- | ------- | ------------ | ------------ | ------------ | ------------ | ------------ | ------------ | ------ | ------ | ------ | ------ | ------ | ------ | -- |
| Championship  | 66    | 23      | 13      | 4       | 6       | 34      | 21      | 23           | 4            | 11           | 8            | 27           | 33           | 46     | 17     | 15     | 14     | 61     | 54     | +7 |
| FA Cup        | -     | 0       | 0       | 0       | 0       | 0       | 0       | 1            | 0            | 0            | 1            | 0            | 2            | 1      | 0      | 0      | 1      | 0      | 2      | -2 |
| Coppa di Lega | -     | 3       | 2       | 1       | 0       | 7       | 4       | 1            | 0            | 0            | 1            | 2            | 3            | 4      | 2      | 1      | 1      | 9      | 7      | +2 |
| Totale        | -     | 26      | 15      | 5       | 6       | 41      | 25      | 25           | 4            | 11           | 10           | 29           | 38           | 51     | 19     | 16     | 16     | 70     | 63     | +7 |

### Andamento in campionato
| Giornata  | 1  | 2 | 3 | 4 | 5  | 6  | 7  | 8  | 9 | 10 | 11 | 12 | 13 | 14 | 15 | 16 | 17 | 18 | 19 | 20 | 21 | 22 | 23 | 24 | 25 | 26 | 27 | 28 | 29 | 30 | 31 | 32 | 33 | 34 | 35 | 36 | 37 | 38 | 39 | 40 | 41 | 42 | 43 | 44 | 45 | 46 |
| --------- | -- | - | - | - | -- | -- | -- | -- | - | -- | -- | -- | -- | -- | -- | -- | -- | -- | -- | -- | -- | -- | -- | -- | -- | -- | -- | -- | -- | -- | -- | -- | -- | -- | -- | -- | -- | -- | -- | -- | -- | -- | -- | -- | -- | -- |
| Luogo     | T  | C | C | T | C  | T  | T  | C  | C | T  | C  | T  | C  | T  | T  | C  | C  | T  | T  | C  | C  | T  | C  | T  | T  | C  | T  | C  | C  | T  | C  | T  | T  | C  | T  | C  | C  | T  | C  | T  | T  | C  | T  | C  | T  | C  |
| Risultato | N  | N | V | N | N  | P  | N  | V  | V | N  | N  | V  | P  | V  | N  | V  | N  | V  | N  | V  | P  | N  | P  | N  | P  | V  | P  | P  | V  | P  | V  | N  | N  | V  | P  | V  | P  | N  | V  | P  | P  | P  | P  | V  | V  | V  |
| Posizione | 14 | 7 | 9 | 9 | 13 | 14 | 15 | 11 | 9 | 11 | 11 | 5  | 9  | 7  | 7  | 6  | 7  | 7  | 6  | 5  | 7  | 7  | 7  | 9  | 9  | 7  | 8  | 11 | 9  | 11 | 8  | 8  | 8  | 8  | 8  | 8  | 10 | 11 | 9  | 9  | 12 | 11 | 13 | 11 | 11 | 9  |

Legenda:

Luogo: C = Casa; T = Trasferta. Risultato: V = Vittoria; N = Pareggio; P = Sconfitta.

### Statistiche dei giocatori
| Giocatore     | Championship | Championship | Championship | Championship | FA Cup   | FA Cup | FA Cup      | FA Cup     | Coppa di Lega | Coppa di Lega | Coppa di Lega | Coppa di Lega | Totale   | Totale | Totale      | Totale     |
| Giocatore     | Presenze     | Reti         | Ammonizioni  | Espulsioni   | Presenze | Reti   | Ammonizioni | Espulsioni | Presenze      | Reti          | Ammonizioni   | Espulsioni    | Presenze | Reti   | Ammonizioni | Espulsioni |
| ------------- | ------------ | ------------ | ------------ | ------------ | -------- | ------ | ----------- | ---------- | ------------- | ------------- | ------------- | ------------- | -------- | ------ | ----------- | ---------- |
| L. Bossin     | -            | -            | -            | -            | -        | -      | -           | -          | -             | -             | -             | -             | -        | -      | -           | -          |
| S. Henderson  | -            | -            | -            | -            | -        | -      | -           | -          | -             | -             | -             | -             | -        | -      | -           | -          |
| C. Pantilimon | 44           | 0            | 3            | 0            | -        | -      | -           | -          | -             | -             | -             | -             | 44       | 0      | 3           | 0          |
| L. Steele     | 2            | 0            | 0            | 0            | 1        | 0      | 0           | 0          | 4             | 0             | 0             | 0             | 7        | 0      | 0           | 0          |
| Y. Benalouane | 14           | 1            | 6            | 2            | -        | -      | -           | -          | -             | -             | -             | -             | 14       | 1      | 6           | 2          |
| S. Byram      | 6            | 0            | 3            | 0            | -        | -      | -           | -          | 2             | 0             | 1             | 0             | 8        | 0      | 4           | 0          |
| T. Darikwa    | 28           | 0            | 3            | 1            | 1        | 0      | 0           | 0          | 2             | 0             | 0             | 0             | 31       | 0      | 3           | 1          |
| M. Dawson     | 10           | 0            | 1            | 0            | -        | -      | -           | -          | 3             | 0             | 1             | 0             | 13       | 0      | 2           | 0          |
| Fuentes       | -            | -            | -            | -            | -        | -      | -           | -          | -             | -             | -             | -             | -        | -      | -           | -          |
| M. Hefele     | 15           | 0            | 3            | 0            | -        | -      | -           | -          | 3             | 0             | 1             | 0             | 18       | 0      | 4           | 0          |
| S. Janko      | 15           | 0            | 3            | 0            | 1        | 0      | 0           | 0          | 1             | 0             | 0             | 0             | 17       | 0      | 3           | 0          |
| A. Milošević  | 12           | 1            | 3            | 0            | -        | -      | -           | -          | -             | -             | -             | -             | 12       | 1      | 3           | 0          |
| J. Robinson   | 38           | 2            | 11           | 1            | -        | -      | -           | -          | 2             | 0             | 1             | 0             | 40       | 2      | 12          | 1          |
| T. Figueiredo | 13           | 0            | 3            | 1            | -        | -      | -           | -          | 1             | 0             | 0             | 0             | 14       | 0      | 3           | 1          |
| M. Wagué      | 11           | 2            | 0            | 0            | -        | -      | -           | -          | -             | -             | -             | -             | 11       | 2      | 0           | 0          |
| L. Bridcutt   | 1            | 0            | 0            | 0            | -        | -      | -           | -          | 3             | 0             | 0             | 0             | 4        | 0      | 0           | 0          |
| M. Cash       | 36           | 6            | 4            | 0            | 1        | 0      | 0           | 0          | 4             | 2             | 1             | 0             | 41       | 8      | 5           | 0          |
| J. Colback    | 38           | 3            | 15           | 0            | 1        | 0      | 1           | 0          | -             | -             | -             | -             | 39       | 3      | 16          | 0          |
| A. Guédioura  | 27           | 2            | 3            | 0            | 1        | 0      | 0           | 0          | -             | -             | -             | -             | 28       | 2      | 3           | 0          |
| J. Carvalho   | 38           | 4            | 5            | 0            | 1        | 0      | 0           | 0          | 1             | 0             | 0             | 0             | 40       | 4      | 5           | 0          |
| J. Lolley     | 46           | 11           | 5            | 0            | 1        | 0      | 0           | 0          | 4             | 1             | 1             | 0             | 51       | 12     | 6           | 0          |
| B. Osborn     | 39           | 1            | 3            | 0            | 1        | 0      | 0           | 0          | 4             | 1             | 0             | 0             | 44       | 2      | 3           | 0          |
| Pelé          | 9            | 0            | 0            | 0            | -        | -      | -           | -          | -             | -             | -             | -             | 9        | 0      | 0           | 0          |
| J. Ward       | -            | -            | -            | -            | -        | -      | -           | -          | -             | -             | -             | -             | -        | -      | -           | -          |
| B. Watson     | 17           | 0            | 6            | 0            | -        | -      | -           | -          | 4             | 0             | 0             | 0             | 21       | 0      | 6           | 0          |
| C. Yacob      | 16           | 0            | 3            | 0            | 1        | 0      | 0           | 0          | -             | -             | -             | -             | 17       | 0      | 3           | 0          |
| R. Yates      | 16           | 1            | 5            | 0            | -        | -      | -           | -          | 1             | 0             | 0             | 0             | 17       | 1      | 5           | 0          |
| K. Ansarifard | 12           | 2            | 3            | 0            | -        | -      | -           | -          | -             | -             | -             | -             | 12       | 2      | 3           | 0          |
| A. Appiah     | 6            | 0            | 0            | 0            | -        | -      | -           | -          | 1             | 1             | 0             | 0             | 7        | 1      | 0           | 0          |
| Z. Clough     | -            | -            | -            | -            | -        | -      | -           | -          | -             | -             | -             | -             | -        | -      | -           | -          |
| J. Cummings   | -            | -            | -            | -            | -        | -      | -           | -          | -             | -             | -             | -             | -        | -      | -           | -          |
| L. Grabban    | 39           | 16           | 3            | 0            | -        | -      | -           | -          | 2             | 1             | 0             | 0             | 41       | 17     | 3           | 0          |
| D. Murphy     | 28           | 4            | 2            | 0            | 1        | 0      | 0           | 0          | 3             | 2             | 0             | 0             | 32       | 6      | 2           | 0          |
| E. Soudani    | 6            | 2            | 0            | 0            | -        | -      | -           | -          | 2             | 0             | 0             | 0             | 8        | 2      | 0           | 0          |
| D. Gonçalves  | 7            | 0            | 0            | 0            | -        | -      | -           | -          | 3             | 0             | 0             | 1             | 10       | 0      | 0           | 1          |
| D. Fox        | 18           | 0            | 4            | 1            | 1        | 0      | 0           | 0          | 2             | 0             | 1             | 0             | 21       | 0      | 5           | 1          |
| G. Dias       | 21           | 0            | 2            | 0            | -        | -      | -           | -          | 3             | 1             | 1             | 0             | 24       | 1      | 3           | 0          |
| L. Bonatini   | 5            | 0            | 0            | 0            | -        | -      | -           | -          | -             | -             | -             | -             | 5        | 0      | 0           | 0          |
| J. Smith      | 1            | 0            | 0            | 1            |          |        |             |            |               |               |               |               |          |        |             |            |